# Италинский, Андрей Яковлевич
Андрей Яковлевич Италинский (15 (27) мая 1743, Киев — 27 июня (9 июля) 1827, Рим) — почётный член Российской Академии художеств; действительный тайный советник, дипломат, посол в Неаполе, Константинополе и Риме.

## Биография
Родом из мелкопоместных дворян, окончил курс в Киевской духовной академии (1761). Изучал медицину в Санкт-Петербурге, служил в госпиталях, принимал участие в войне с Турцией и, выйдя в отставку, поселился как частное лицо за границей. Продолжил изучение медицины в Эдинбурге и Лондоне. Получил в Лондоне степень доктора медицины (1774), продолжал занятия в Париже. Кроме медицины, занимался в Лондоне и Париже археологией, восточными языками, стал членом нескольких учёных обществ. Считается, что в тот период С. Р. Воронцов, по-видимому, протежировал Италинского перед А. А. Безбородко, и будущий канцлер выбрал того в воспитатели для своего племянника В. П. Кочубея, находившегося тогда за границей.
Находясь в 1780 году в Париже, Италинский был представлен Ф. Гриммом будущему императору Павлу I, совершавшему тогда заграничное путешествие, заслужил его расположение, и был произведён в коллежские асессоры и назначен в 1781 году секретарём посольства в Неаполе. В 1795 году получил должность посла в Неаполе.
В 1802 году переведён послом в Константинополь. Среди дипломатических достижений Италинского — Бухарестский мирный договор (1812), переговоры по заключению которого он вёл вместе с М. И. Кутузовым. Италинский также занимался дипломатическим обеспечением неудавшейся попытки России установить контроль над Мальтой (1799).
С 1817 года — стал посланником в Риме, где и скончался в 1827 году (похоронен в Ливорно, на греческом православном кладбище, потому что в Риме погребение по православному обряду было затруднено).
В Италии занимался историей искусств и археологией, собрал значительный музей. Ещё в бытность его в Неаполе, Академии художеств просила его наблюдать за русскими художниками, жившими в Италии. После переселения в Рим Италинский стал участвовать в судьбе русских художников в Италии ещё более активно. Однако есть сведения, что подчас он относился к молодым мастерам недоброжелательно и даже несколько злобно.
Как любитель и знаток искусств, Италинский в 1822 году был избран почётным членом Академии художеств, а после его смерти его бюст (работы С. И. Гальберга) был помещён в одном из академических залов.
Учёные труды Италинского остались неопубликованными. Кроме упомянутого выше бюста , известен портрет Италинского работы О. А. Кипренского (1819, НГХМ ).

## Почётные звания
- Почётный член Академии наук (1819 год)[4]
- Почётный член Российской Академии (1821 год)[4]
- Почётный член Академии художеств (1822 год)[4]